# GBU-16 Paveway II

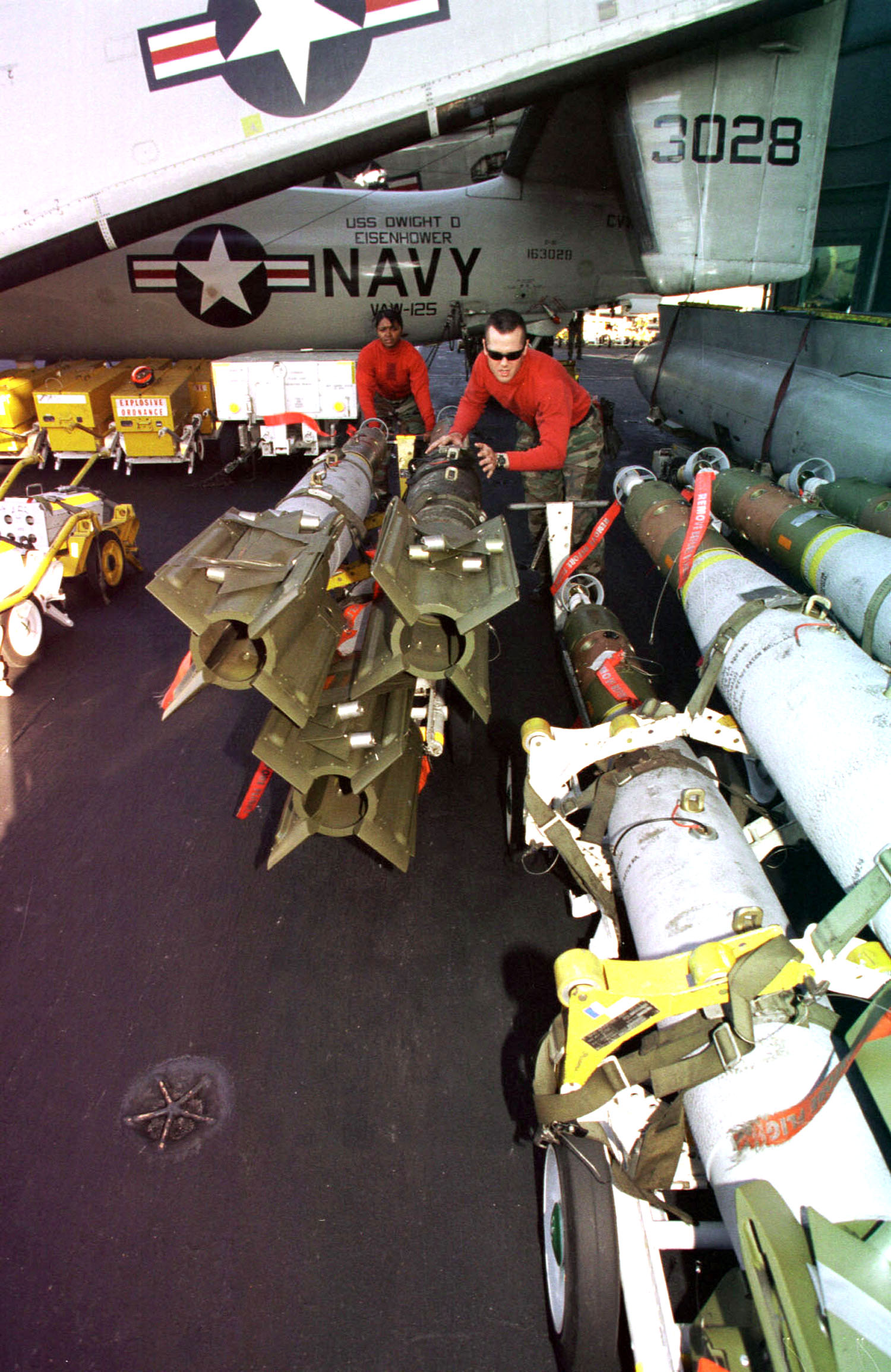
GBU-16s sendo transportadas

A GBU-16 Paveway II é uma bomba guiada por laser dos Estados Unidos da série Paveway, com base no bomba de propósito geral Mk 83, mas com teleguiada a laser e com asas para orientação. Ele foi introduzido em serviço em torno de 1976. Ele é usado pela Força Aérea dos Estados Unidos, Marinha dos Estados Unidos, Corpo de Fuzileiros Navais dos Estados Unidos, e vários forças aéreas da OTAN. Ele usa uma ogiva de 453,5 kg (1.000 libras).
GBU-16 são produzidas pelas gigantes da aérea de defesa Lockheed Martin e Raytheon. Raytheon começou a produção depois de comprar a linha de produtos da Texas Instruments. A Lockheed Martin foi premiada com um contrato para competir com a Raytheon, quando houve uma quebra na produção causada pela transferência da fabricação para fora do Texas.
A produção da Raytheon da GBU-16 é centrada no Arizona, Texas e Novo México. A da Lockheed Martin é centrada na Pensilvânia.
Bombas Guiadas a Laser são muitas vezes rotulados como "bombas inteligentes", apesar de exigir guiagem externa na forma de um laser designador do alvo a que se destina. De acordo com informações da Raytheon sobre a série PAVEWAY 2, 99 lançamentos de munições guiadas produzirá um erro circular provável (CEP) de apenas 1 m, versus um CEP de 94,4 metros para 99 bombas não guiadas lançadas em condições semelhantes.